# Canarium pseudodecumanum
Canarium pseudodecumanum là một loài thực vật có hoa trong họ Burseraceae. Loài này được Hochr. mô tả khoa học đầu tiên năm 1904.